# Cycliste autrichien de l'année

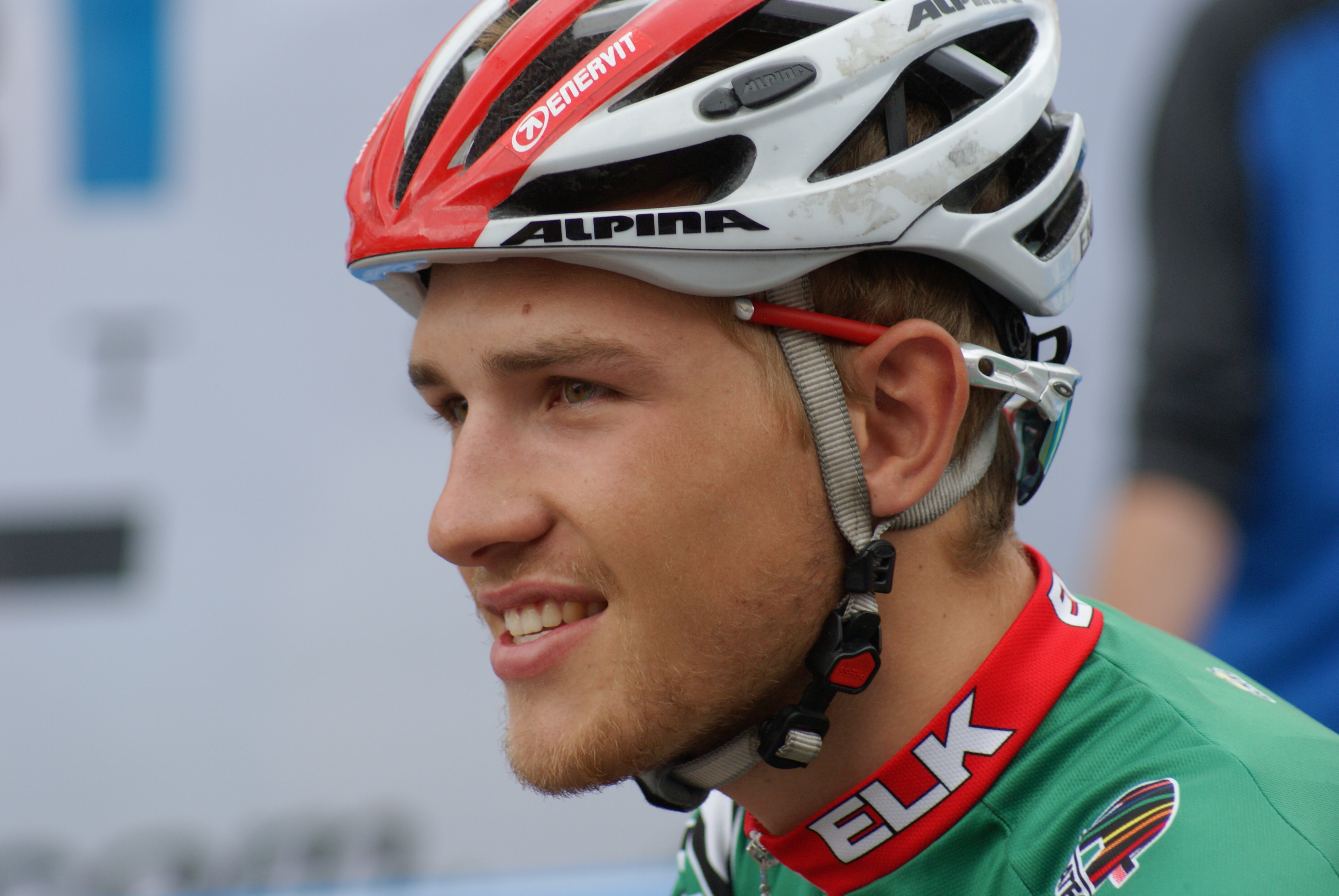
Matthias Brändle, cycliste autrichien de l'année en 2014.

Le prix du cycliste autrichien de l'année est une récompense attribuée chaque année depuis 1995 en Autriche par la Fédération autrichienne de cyclisme. Sont habilités à voter, les entraîneurs, les officiels et les journalistes.
Lors de l'élection, les hommes et les femmes sont regroupés dans une seule catégorie.

## Palmarès

### Trophée unique (1995-2021)
| - 1995 : Georg Totschnig - 1996 : Peter Luttenberger - 1997 : Gerrit Glomser - 1998 : René Haselbacher - 1999 : Gerhard Trampusch - 2000 : Georg Totschnig - 2001 : Franz Stocher - 2002 : Gerrit Glomser - 2003 : Franz Stocher | - 2004 : Georg Totschnig - 2005 : Georg Totschnig - 2006 : Bernhard Eisel - 2007 : Christiane Soeder - 2008 : Boris Tetzlaff - 2009 : Elisabeth Osl - 2010 : Bernhard Eisel - 2011 : Bernhard Eisel - 2012 : Alexander Gehbauer | - 2013 : Riccardo Zoidl - 2014 : Matthias Brändle - 2015 : Felix Gall - 2016 : Daniel Federspiel - 2017 : Stefan Denifl - 2018 : Laura Stigger - 2019 : Patrick Konrad - 2020 : Felix Großschartner |

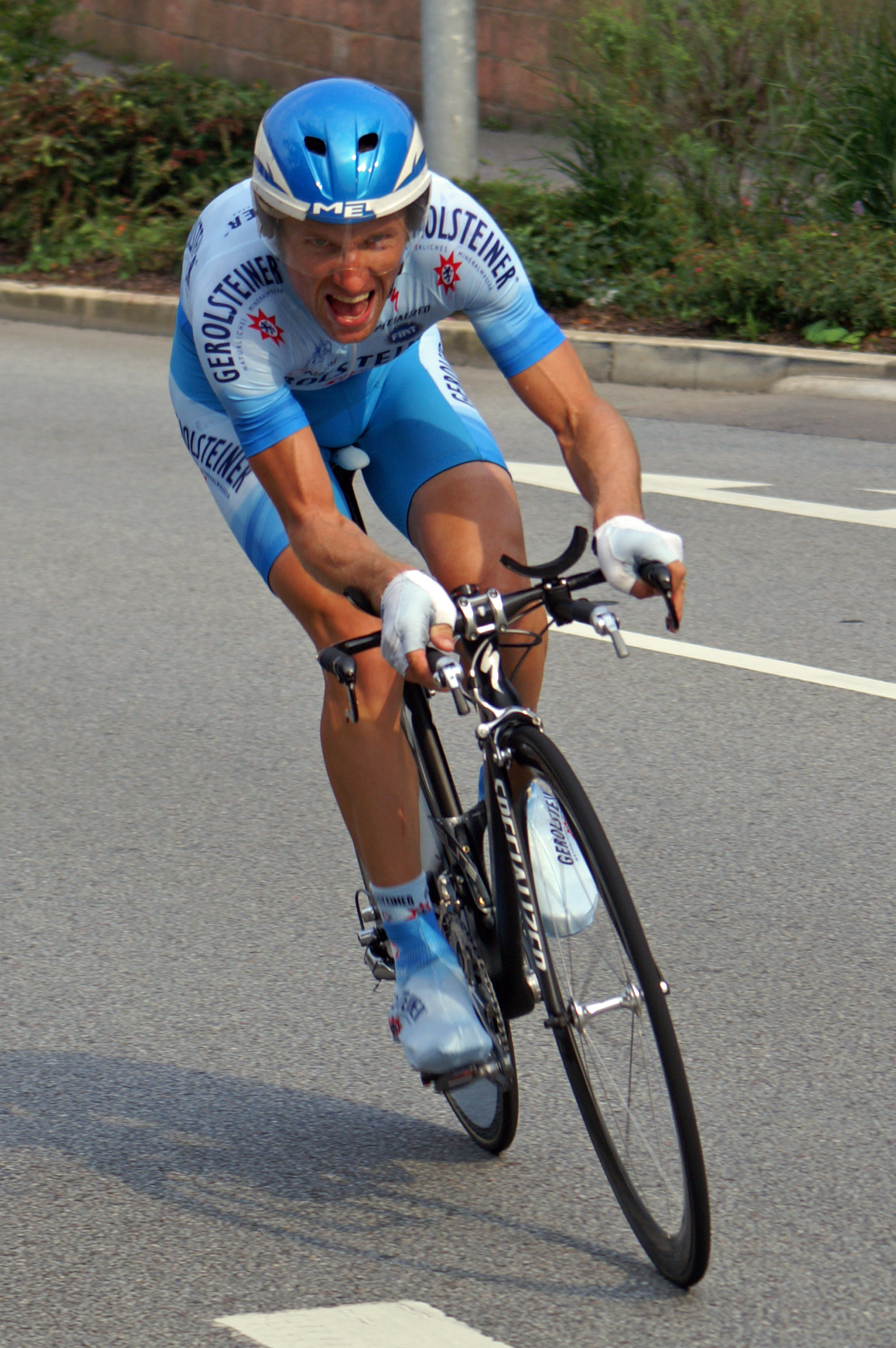
Georg Totschnig (1995, 2000, 2004, 2005)
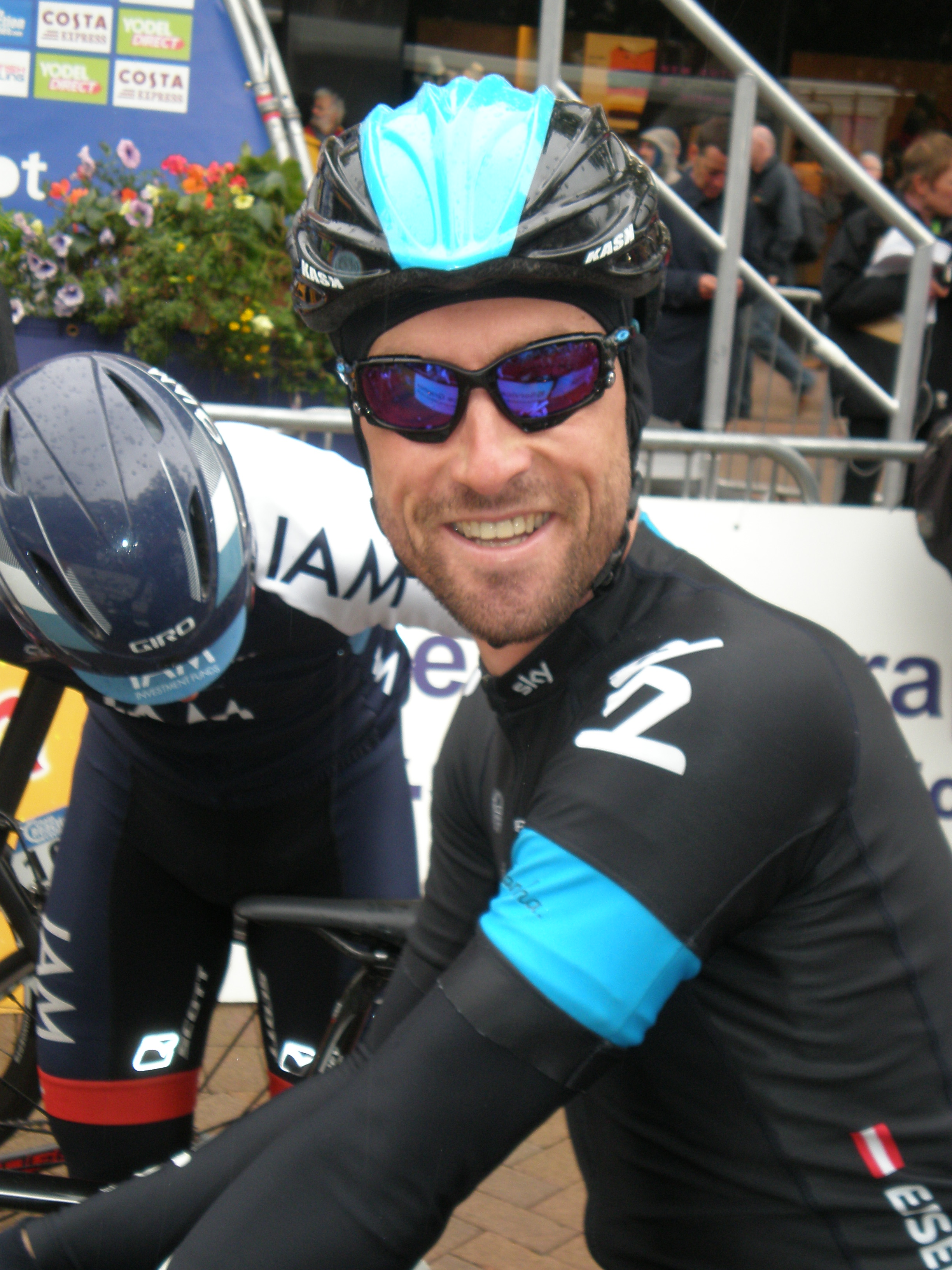
Bernhard Eisel (2006, 2010, 2011)
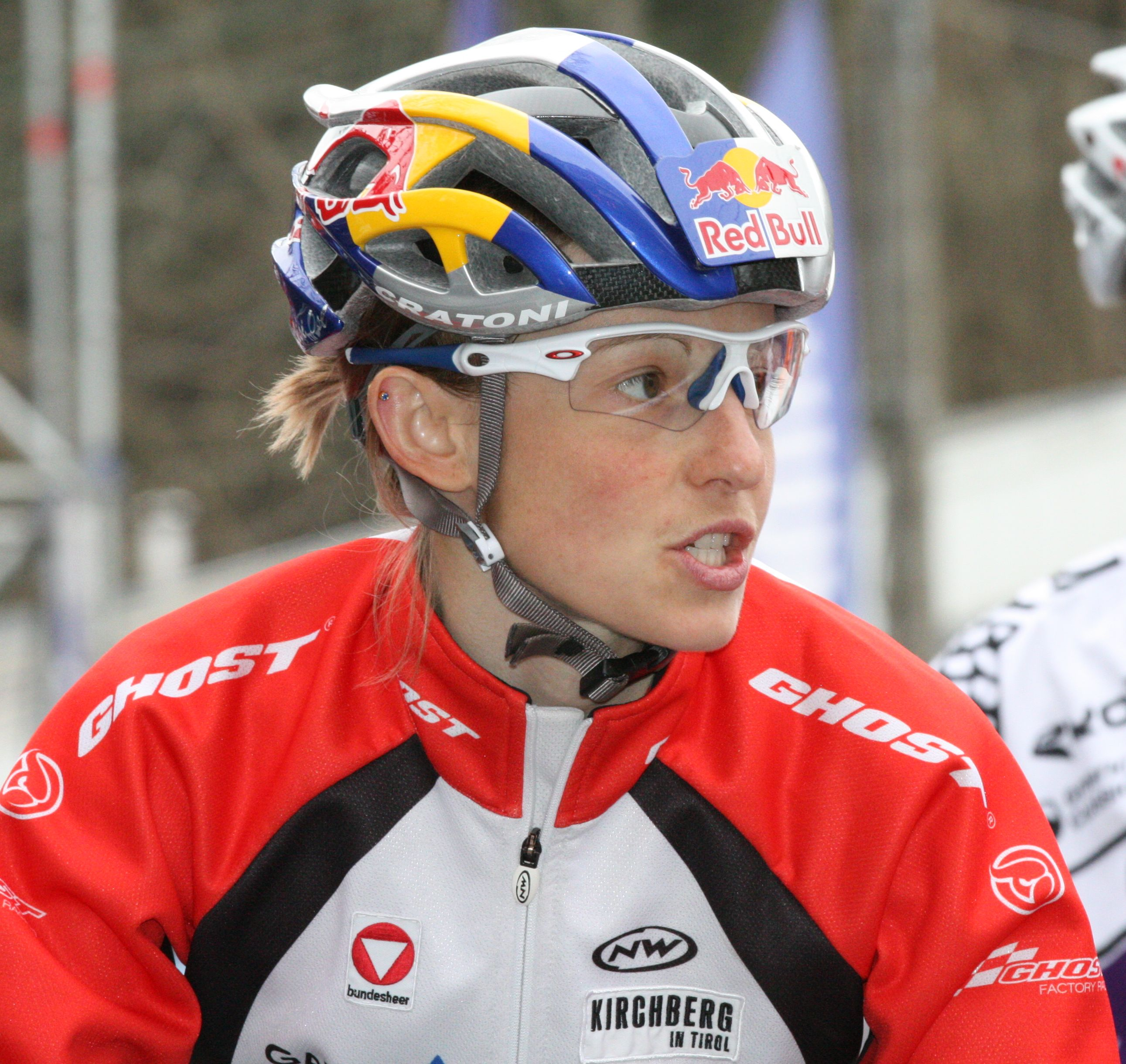
Elisabeth Osl (2009)
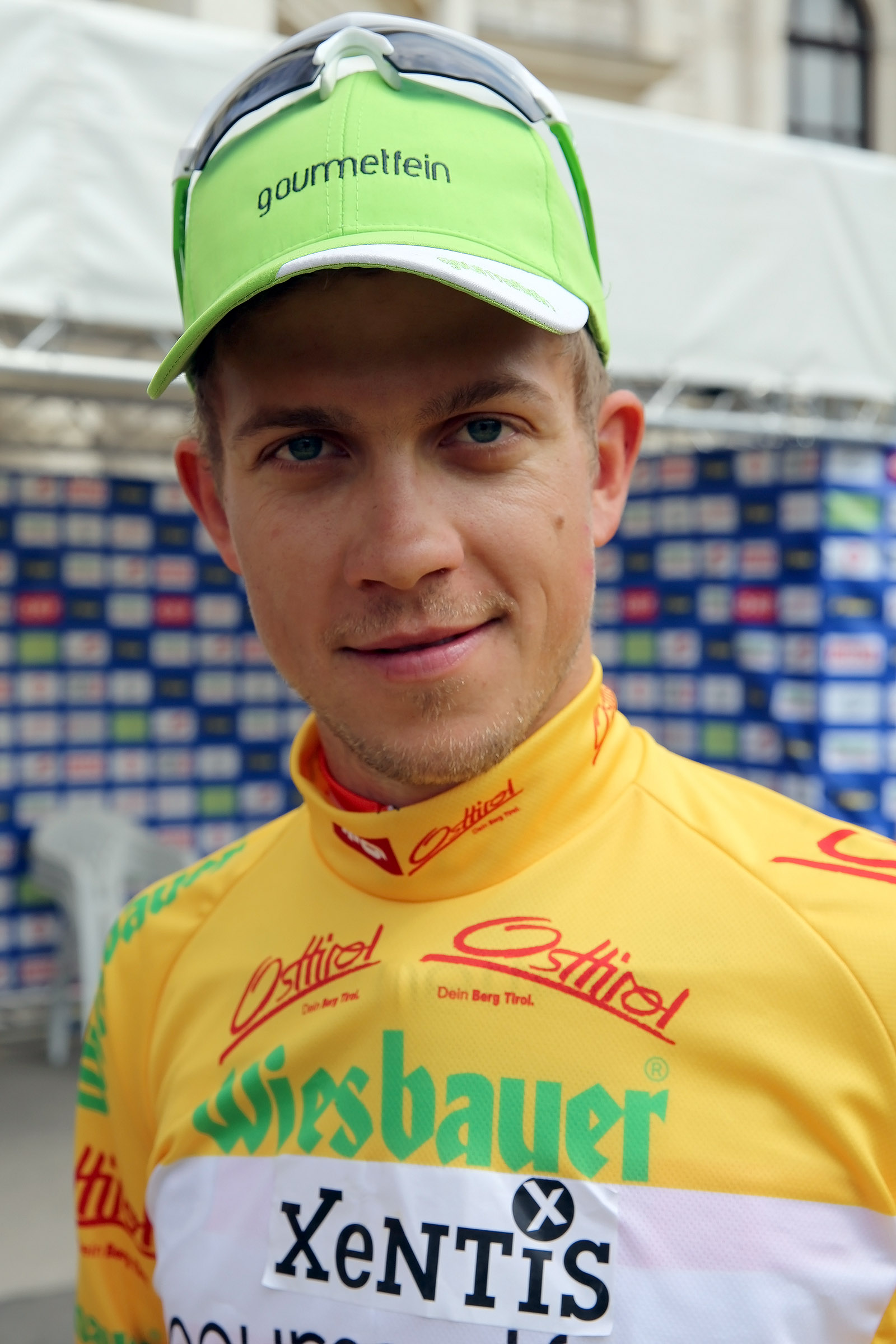
Riccardo Zoidl (2013)

### Hommes
- 2021 : Patrick Konrad
- 2022 : Marco Haller
- 2023 : Felix Gall
- 2024 : Marco Haller

### Femmes
- 2021 : Anna Kiesenhofer
- 2022 : Valentina Höll
- 2023 : Christina Schweinberger
- 2024 : Christina Schweinberger